# Kovács Géza (jövőkutató)

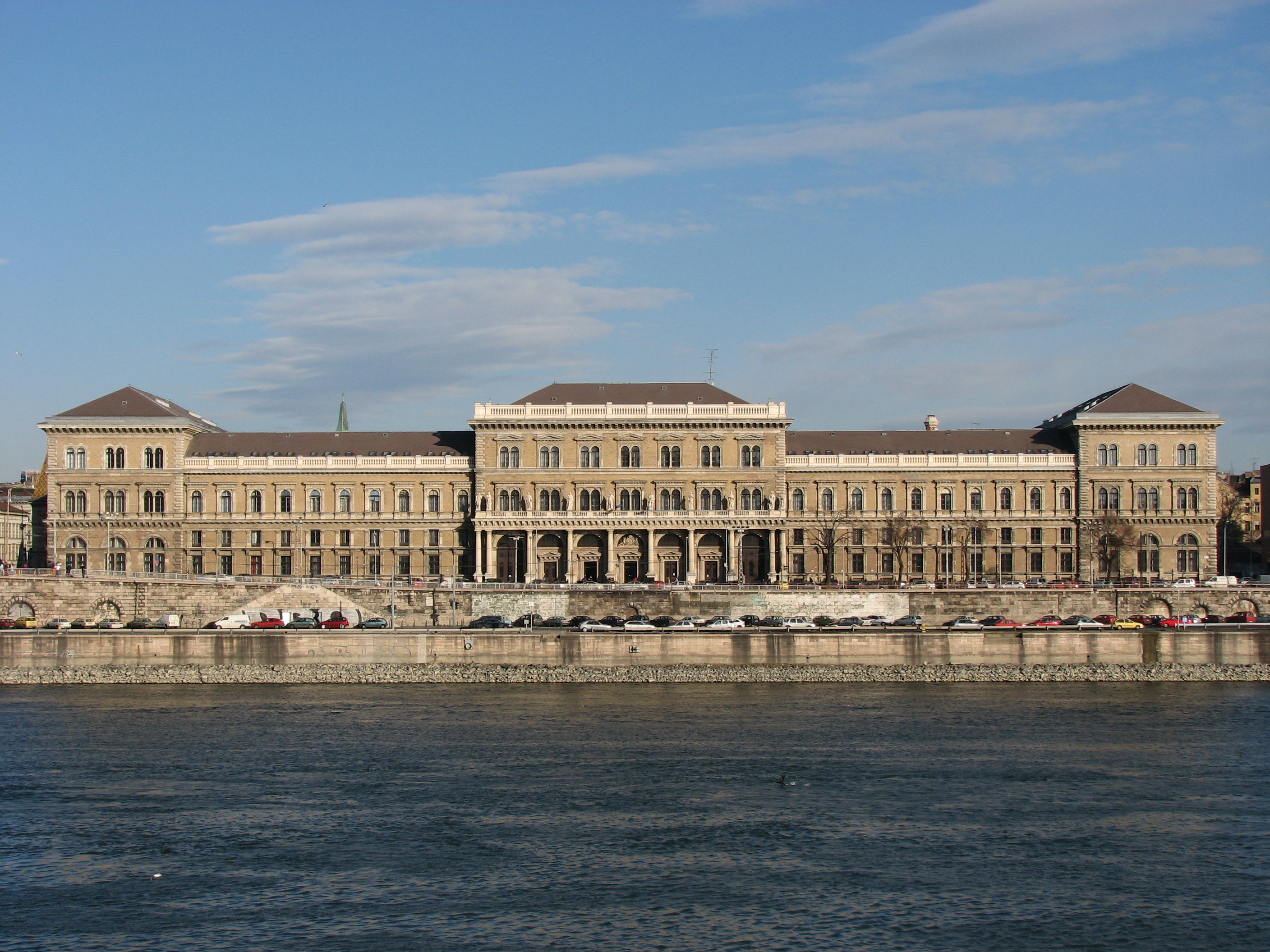
1952-2009 között a Marx Károly Közgazdaságtudományi Egyetemen tanított

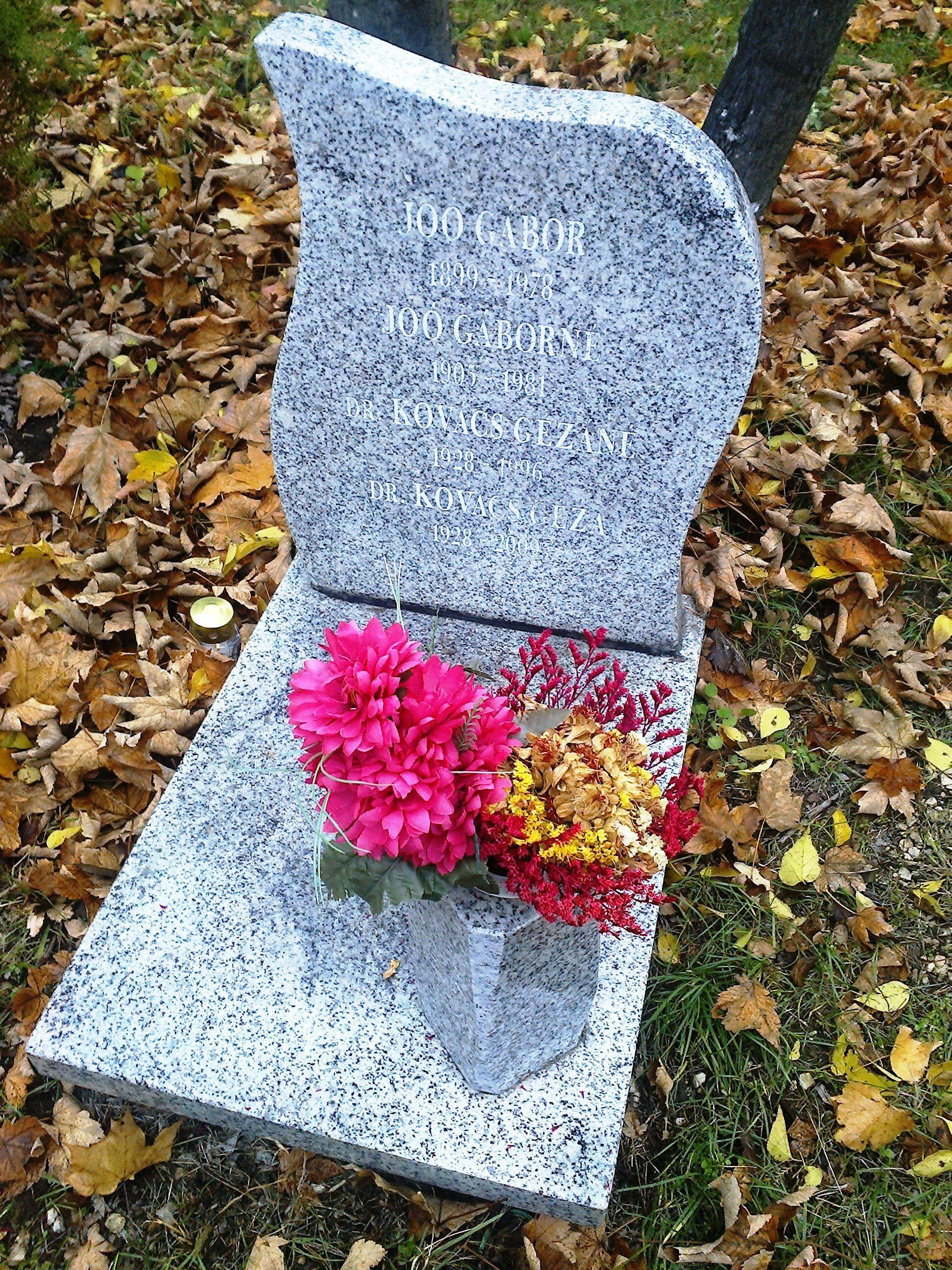
Kovács Géza sírja a Új köztemetőben. Sírhely: 76/21-11

Kovács Géza (Böhönye, 1928. április 22. – Érd, 2009. március 15.) jövőkutató, egyetemi tanár, az MTA doktora, a magyar intézményesült Jövőkutatás megalapítója.

## Életpályája
Szülei Kovács József és Pió Anna. 1950-ben nősült, felesége Joó Etelka (1928). Gyermeke Etelka.
1948-ban érettségizett a Kaposvári Községi Kereskedelmi Iskolában. Budapesten a Közgazdaságtudományi Egyetemen az agrárszakon szerzett diplomát 1952-ben. 1958-tól egyetemi doktor, 1961-től a közgazdaságtudomány kandidátusa, 1968-tól doktora. Az Egyetem Népgazdaság tervezése tanszékén tanársegéd, adjunktus, docens majd 1969-től egyetemi tanár. 1962-1965 között az Általános Közgazdasági Kar dékán-helyettese, 1965-ben az Marx Károly Közgazdaságtudományi Egyetemen az Általános Kar dékánjának nevezték ki 3 évre. 1966-1971: tanszékvezető a Népgazdaság Tervezése Tanszéken. majd 1971-1989: a Futurológia Csoport/Osztály vezetője. 1989-től a Jövőkutatás Tanszék egyetemi tanára, 1996-2009: Professor Emeritus. Jelentős szerepe volt az 1960-ban beindult terv-matematika szak alapításában, a szociológia képzés egyetemi meghonosításában és a "Népgazdasági információs rendszerek" c. tárgy oktatásának bevezetésében. A távlati szemlélet hangsúlyozásával megújította a tanárképzést is. 1967-től ösztöndíjas gyakornok rendszer kiépítésével folyamatosan erősítette az Egyetem szakmai kapcsolatát az Országos Tervhivatallal, valamint más minisztériumi főhatóságokkal. A jövőkutatás, prognosztika területén dolgozó fiatalokat 1968-tól támogatta, tevékenységüket szakmailag irányította. Az 1970-es évek második felétől 1998-ig szervezte és vezette az Egyetemen az MTA által támogatott „Nagy távlatú komplex jövőkutatás” kutatócsoportot. Felkarolta azokat a törekvéseket, amelyek arra irányultak, hogy a jövőkutatást a Közgazdaságtudományi Egyetemen kívül más hazai egyetemeken is műveljék, és azokon is elfogadottá váljék. A hazai jövőkutatás, mint tudományterület létrehozója és szervezője. Sírja az Új köztemető-ben van. Ld.: az Új köztemető nevezetes halottainak a listája. Kovács Géza.

## Munkahelyei, beosztásai
- 1952-2009. Marx Károly Közgazdaságtudományi Egyetem (MKKE) Népgazdaság Tervezése Tanszék
- 1953-1963. Országos Tervhivatal Mezőgazdasági Főosztály (félállás)
- 1962-1965 dékánhelyettes, Általános Közgazdasági Kar
- 1965-1968. dékán, Általános Közgazdasági Kar
- 1967-1971. tanszékvezető egyetemi tanár, Népgazdaság Tervezése Tanszék
- 1968-1989. csoportvezető, Futurológia/Jövőkutatás Osztály
- 1971-1975. elnök, Marx Károly Közgazdaságtudományi Egyetem (MKKE) Szakszervezeti Bizottsága
- 1996-2009. professor emeritus

## Kutatási területe
Megfogalmazta az értéktörvényt és az „X” törvényt mint a gazdasági mechanizmust hordozó törvényeket. A távlati tervezés és a jövőkutatás kapcsolatának kidolgozásával megalapozta a jövőkutatás hazai (és más szocialista országbeli) helyét, szerepét. Behatóan tanulmányozta a jövőkutatás elméleti és metodológiai kérdésköreit, a nagy távlatú komplex hazai jövőkép elemeit és illesztési lehetőségeit, a hazai nagy távlatú fejlődéstendenciákat. Száznyolcvan tanulmánya jelent meg, hetvennégy idegen nyelveken a tervezési, jövőkutatási témakörökből, hét önálló könyve, két társszerzőkkel írt tankönyve látott napvilágot. Szerteágazó tanácsadói tevékenysége alapján személyiségét és tudását a legkülönbözőbb közösségek is elismerték, többek között a Somogy Megyei Önkormányzat és a Somogy megyében tevékenykedő Bányai Panoráma Egyesület.

### Kutatási témái
- nagy távlatú komplex jövőkutatás, fejlődéstendenciák
- az 1. hazai jövőkép kidolgozása 2000-re
- globális problémák és világmodellek
- lakossági alapszükségletek
- társadalmi tervezés és sport
- regionális és vízügyi előrejelzések
- modernizáció és szociális biztonság
- az ezredforduló mint kitüntetett időpont

## Fontosabb művei
- Kovács Géza (1928-2009) 22 publikációjának adatai. OSZK. Katalógus.[4]
- Zum Problem der Arbeitskrafte, der Perspektivplanung und der Spezialisierung in der Landwirtschaft Zweigökonomiken der Landwirtschaft, Berlin, 1961.
- Gazdaságpolitikai célok és a mechanizmus. Közgazdasági és Jogi Könyvkiadó, Bp., 1968
- A nagy távlatok és a tervezés. Közgazdasági és Jogi Könyvkiadó, Bp., 1970
- Közgazdasági és statisztikai tanulmányok. [Szerkesztő: Varga Sándor; Szerzők: Csizmadia Ernő, Krekó Béla, Kovács Géza, Ollé Lajos] MKKE – Moszkvai Statisztikai Főiskola Alföldi Ny. Debrecen, Budapest, 1971.
- A jövő kritikus elágazási pontjai. Közgazdasági és Jogi Könyvkiadó, Bp., 1975
- Die Planung als Tatigkeit Sammelband von Materialien der wissenschaftlichen Konferenz des Wissenschaftsbereiches Volkswirtschaftsplanung anlasslich des 25. Jahrestages der DDR vom 27. bis 29. November 1974 mit der Thematik „Die Planung der Hauptfaktoren der Intensivierung der ges”, Berlin, 1975.
- Naukowe przewidywanie preszlosci oraz dlugofalowe planowanie. Problemy prognozowania w krajach socialistycznych. Praca ziorowa. Wroclaw – Warszawa – Kraków – Gdansk, 1975.
- Jövőkutatás és társadalmi tervezés. Közgazdasági és Jogi Könyvkiadó, Bp., 1979.
- Kovács Géza – Móczár József – Németh Miklós: A tervezés továbbfejlesztésének néhány fő iránya. In: Stark Antal (szerk.): Tervgazdálkodás. Közgazdasági és Jogi Könyvkiadó, Budapest, 1981.
- Globális problémák – hazai perspektívák. Kossuth Kiadó, Bp., 1983
- Társadalmi tervezés és irányítás. Tankönyvkiadó, Bp., 1983
- Nagy távlatú fejlődéstendenciák (Magyarország 2020-ig). MSZMP KB Társadalomtudományi Intézete, Bp., 1985
- Developing Environmental Strategies Through Futures Research [Szerkesztette: Nováky Erzsébet; Szerzők: Hideg Éva, Hlatkiné Cserháti Ilona, Hock Béla, Koris Kálmán, Korompai Attila, Kovács Géza, Kósi Kálmán, Mersich Iván, Murányi Attila, Nováky Erzsébet, Perényi László, Pribusz László, Teller Tamásné, Tétényi Tamás] Ministry for Environment and Regional Policy, Acqua, Budapest, 1991.
- Jövőkutatás. [Szerkesztette: Nováky Erzsébet; Szerzők: Hideg Éva, Korompai Attila, Kovács Géza, Nováky Erzsébet] Aula, Budapest, 1992. (1997, 1999, 2006)
- Növekedés és modernizáció. GT, Bp., 1994. 1. sz.
- Modernizáció és szociális biztonság. A nagytávlatú jövőkép valóra válási esélyei a tudományintenzív termelés-és szolgáltatásfejlesztési stratégiák, valamint a lakossági alapszükségletek biztonságos kielégítésének összekapcsolásával. Budapesti Közgazdaságtudományi Egyetem Jövőkutatás Tanszék. Bp., 1995
- Közép- és hosszútávú stratégiák összekapcsolásának lehetőségei és korlátai. Budapesti Közgazdaságtudományi Egyetem Jövőkutatás Tanszék. Bp., 1997
- Election Cycles and Strategic Planning in Environmental Protection In: Gidai Erzsébet (szerk.): On the Eve of the 21st Century. Challanges and Responses. Akadémiai Kiadó, Budapest, 1998.
- Előttünk és mögöttünk az ezredforduló.  Budapesti Közgazdaságtudományi Egyetem Jövőkutatás Tanszék, Bp., 2001

## Fontosabb közéleti szerepvállalásai
- 1968-1971 között az MTA Tudományos Minősítő Bizottsága (TMB) Közgazdasági Szakbizottságának Titkára, majd három éven át az MTA TMB Plénum tagja. 1974–1978 között a „Tudományos-technikai forradalom” akadémiai kutatási főirány koordinációs Tanácsának elnöke.
- 1976-1988: MTA IX. Osztály Jövőkutatási Bizottság, alapító elnök. Elnöksége alatt a Jövőkutatási Bizottság három magyar jövőkutatási konferenciát rendezett (amelyeknek ő volt az eszmei irányítója), az MTA Elnöksége számára elkészítette a jövőkutatás tudományterület helyzetjelentését, és a Jövőkutatási Bizottság tagjaival együtt vizsgálta a világmodellek hazai jelentőségét.
- 1981-1987: KGST Tudományos-Műszaki Fejlődés Prognosztizálása Munkabizottság, elnök.
- Hazai jövőkutatási konferenciák elindítója és programalkotója, külföldön is őt tekintik a magyar jövőkutatás tudományterület megalapítójának.[5]
- Nováky Erzsébet: Dr. Kovács Géza (1928-2009) Köz-Gazdaság. 2009. IV. évf. június szám 215-216.[6]

## Díjai, kitüntetései
- 1968. A felsőoktatás kiváló dolgozója
- 1972. Kiváló dolgozó
- 1995. Szent-Györgyi Albert-díj
- 1999. Ipolyi Arnold Tudományfejlesztési Díj az OTKÁ-ban végzett tevékenységéért
- 2002. Somogy Polgáraiért-díj
- 2008. Budapesti Corvinus Egyetem Aranyérme